# Carlomán II de Francia
Carlomán II (hacia 862-12 de diciembre de 884), rey de la Francia Occidental desde 879 a 884, asociado hasta 882 con su hermano Luis III, y en solitario desde entonces hasta su muerte.
Era el primogénito del rey Luis II. Debió enfrentar las incursiones normandas y las revueltas de la nobleza en Borgoña.
Carlomán II falleció mientras cazaba, el 12 de diciembre de 884, sucediéndole Carlos III el Gordo.

## Enlaces externos

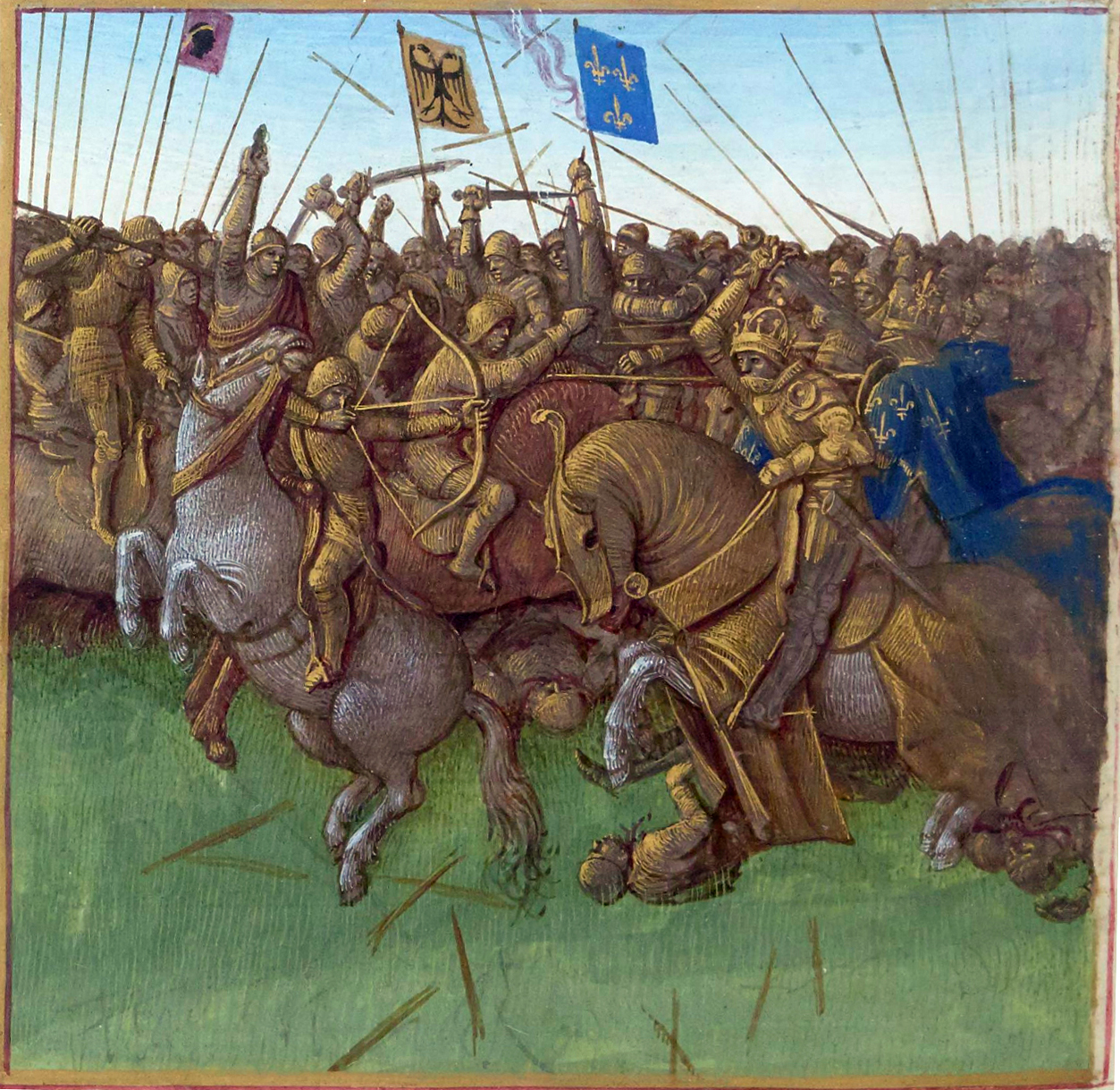
La victoria de Luis III y Carloman II sobre los Vikingos en 879. (Jean Fouquet, siglo XV.